# Botshoofd

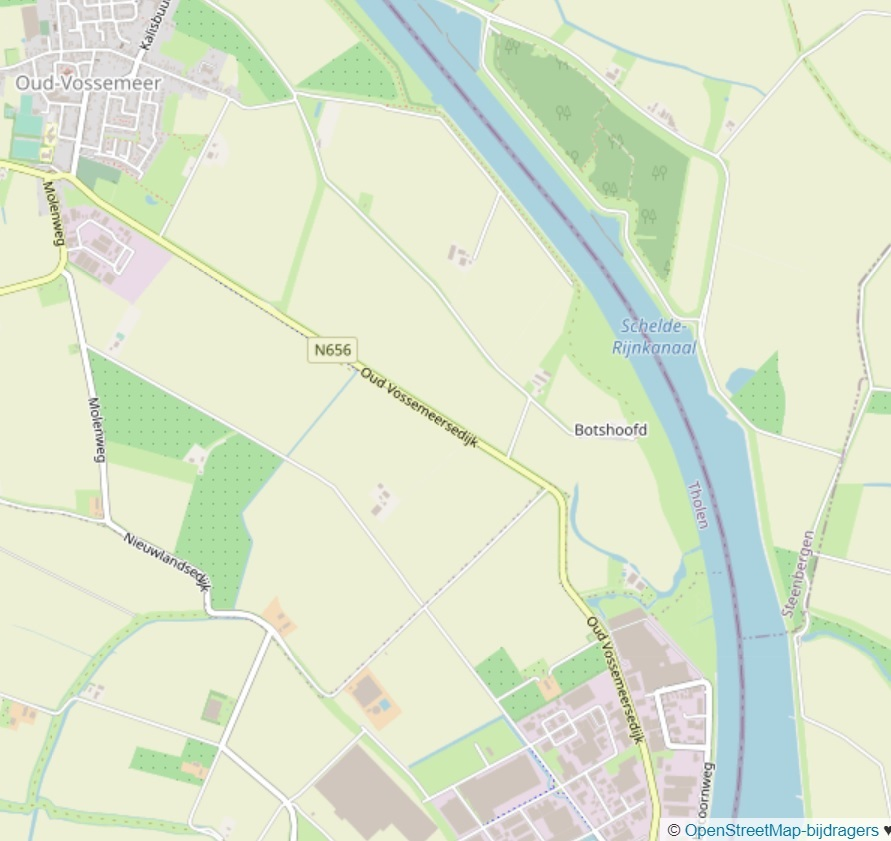
Locatie van Botshoofd

Botshoofd (Zeeuws: Pes'oôd) is een buurtschap in de gemeente Tholen, in de Nederlandse provincie Zeeland.
Het ligt aan de oostkant van het eiland Tholen, dicht aan het Schelde-Rijnkanaal, ongeveer halverwege Tholen en Oud-Vossemeer. Het telt een tiental woningen en ligt aan het einde van een doodlopende weg, de Leguitsedijk.
Oud-Vossemeer wordt tijdens carnaval vernoemd naar de buurtschap. Het dorp heet dan 'Grôôt Pesôôd', oftewel: Groot Botshoofd.
Steden: Sint-Maartensdijk · Tholen

Dorpen: Anna Jacobapolder · Oud-Vossemeer · Poortvliet · Scherpenisse · Sint-Annaland · Sint Philipsland · Stavenisse

Buurtschappen: Botshoofd · De Sluis · Gorishoek · Malland · Molenvliet · Molenwerf · Mosselhoek · Onder de Molen · Oud Kerkhof · Oudeland · De Rand · Rijkebuurt · Schoondorp · Steenenkruis · Strijenham · Westkerke

Zeeland: Steden en dorpen in Zeeland      Nederland: Provincies · Gemeenten